# Dezső Pattantyús-Ábrahám
Dezső Pattantyús-Ábrahám de Dancka (10. července 1875, Užhorod nebo Debrecín– 25. července 1973, Budapešť) byl maďarský politik. Byl předsedou a ministrem financí druhé protikomunistické vzdorovlády v Segedínu roku 1919, v době Maďarské republiky rad. Jeho vláda pověřila Miklóse Horthyho sestavením tzv. Národní armády.
Narodil se ve šlechtické rodině. Jeho mladší bratr byl spisovatel Ernő Pattantyús-Ábrahám. Vystudoval práva v Budapešti, roku 1901 složil advokátní zkoušku. Byl poslancem uherského paramentu v letech 1906–1918. V prvním republikovém kabinetu Mihály Károlyiho byl jmenován státním tajemníkem ministerstva spravedlnosti. Po porážce komunistické republiky byl státním tajemníkem ministerstva vnitra ve vládě Károlyho Huszára. Poté nadlouho odešel z politiky, působil jako právník. V listopadu 1944 byl Stranou šípových křížů internován v Sopronkőhidě jako rukojmí, později byl držen v Rakousku a Německu. V roce 1945 se vrátil domů. Po návratu založil konzervativní Maďarskou stranu svobody (Magyar Szabadság Párt). Po téměř třicetileté pauze se v roce 1947 stal znovu poslancem Národního shromáždění. Po plném uchopení moci komunisty byl v roce 1949 vyloučen ze strany jako pravicový extremista. Rezignoval na poslanecký mandát a odešel z politiky. V roce 1951 byl internován u Tarcala. Během revoluce roku 1956 se podílel na znovuzaložení Strany svobody. V roce 1957 byl kvůli tomu vyslýchán a varován, aby se nepletl dále do politiky. Poté znovu působil jako právník, až do odchodu do důchodu v roce 1958. Měl styky s americkými a britskými diplomaty, kvůli čemuž byl v roce 1967 znovu vyslýchán a varován. Maďarské tajné služby zastavily jeho sledování až v jeho 96 letech, dva roky před jeho smrtí.